# Ahman Green
Ahman Rashad Green (* 16. Februar 1977 in Omaha, Nebraska) ist ein ehemaliger US-amerikanischer American-Football-Spieler auf der Position des Runningbacks. Er spielte zwölf Jahre in der National Football League (NFL) und wurde während seiner Zeit bei den Green Bay Packers viermal in den Pro Bowl gewählt.
Nachdem Green die Central High School in Omaha besuchte, ging er 1995 zur University of Nebraska. Dort spielte er vier Jahre lang College Football und wurde 1998 von den Seattle Seahawks im NFL Draft ausgewählt. Im Jahr 2000 wechselte er zu den Green Bay Packers. Zwischen 2001 und 2005 wurde er jedes Jahr in den Pro Bowl gewählt. 2007 wechselte er zu den Houston Texans, die ihn 2009, aufgrund von vielen Verletzungen, entließen. Am 21. Oktober 2009 kehrte er als Free Agent zu den Green Bay Packers zurück. Green hält in Green Bay den Mannschafts-Rekord für die meisten erlaufenen Yards.